# François M’Pelé
François M’Pelé (* 13. Juli 1947 in Brazzaville) ist ein ehemaliger kongolesischer Fußballspieler, der den Hauptteil seiner Karriere in den französischen professionellen Ligen absolviert hat. Er gilt als „der erfolgreichste Fußball-Export des Landes“.

## Vereinskarriere
Der in der damaligen französischen Kolonie Mittelkongo geborene François M’Pelé spielte als Heranwachsender bei CARA und anschließend für den Inter Club, beides Vereine aus seiner Geburtsstadt. 1969 kam er aus dem inzwischen selbständig gewordenen Kongo nach Frankreich und spielte für den Erstdivisionär AC Ajaccio. Bei den Korsen entwickelte sich der Stoßstürmer unter Trainer Alberto Muro schnell zum Stammspieler; seine zweite Saison dort schloss Ajaccio überraschend auf dem sechsten Tabellenrang ab – es sollte die beste Platzierung während seiner elf Jahre in der Division 1 bleiben. Persönlich allerdings entwickelte M’Pelé, der dann auch zum Nationalspieler für sein Heimatland wurde (siehe unten), sich zu einem Torjäger der Extraklasse; 1971/72 rangierte er zum ersten Mal ganz weit vorne in der Torjägerliste der ersten Liga (Rang 8 dank 17 Treffern), im Jahr darauf reichte die gleiche Zahl an Toren sogar für den sechsten Platz, während gleichzeitig der AC Ajaccio am Saisonende als Schlusslicht in die zweite Division absteigen musste. Obwohl er auch eine Klasse tiefer regelmäßig traf (zehn „Buden“ in 17 Spielen), verkaufte der Klub ihn im Winter 1973/74 an den Ligakonkurrenten Paris Saint-Germain.
Ein knappes halbes Jahr später kehrte François M’Pelé mit PSG in die höchste Spielklasse zurück, und darin gelangen ihm 1974/75 21 Treffer, womit er zweitbester Torjäger der Division 1 wurde. Dabei kam ihm zugute, dass sein Trainer Just Fontaine eine offensive Ausrichtung förderte und mit Mustapha Dahleb noch ein weiterer torgefährlicher Angreifer neben ihm spielte. Als allerdings 1977 mit Carlos Bianchi einer der erfolgreichsten Stürmer der 1970er Jahre zu Paris Saint-Germain kam, stand M’Pelé stark im Schatten des Argentiniers, dem in zwei Jahren 64 Punktspieltore gelangen. Titel gab es auch in den gut fünf Jahren bei dem Hauptstadtverein für ihn nicht zu gewinnen, obwohl die Mannschaft mit Spielern wie Jean-Michel Larqué, Dominique Baratelli, Dominique Bathenay und Luis Fernández weiter verstärkt wurde; in der Liga schnitt PSG mit einer Ausnahme stets nur auf einem zweistelligen Tabellenrang ab, und im Pokal erreichte sie als bestes Ergebnis 1975 das Halbfinale.
1979 wechselte M’Pelé zu Racing Lens, mit dem er 1981 erneut bis in das Pokalhalbfinale vorstieß, aber auch mit den Nordfranzosen war der Meistertitel außer Reichweite. 1981/82 schloss sich noch eine Saison in der zweiten Liga an. Für Stade Rennes erzielte er dort noch einmal 16 Treffer, aber für den Aufstieg reichte diese ordentliche Quote nicht. François M’Pelé beendete anschließend seine Karriere im französischen Profifußball, in der er insgesamt 350 Erstligaspiele bestritten und dabei 129 Tore erzielt hatte; dazu kamen 68 Punktspiele mit 31 Treffern in der Division 2. Danach ging der Spieler, der seit seiner Zeit bei Ajaccio mit einer Korsin verheiratet ist – und später die französische Staatsbürgerschaft angenommen hat –, in sein Herkunftsland zurück, wo er in Pointe-Noire eine Schlachterei eröffnete.

### Stationen
- bis 1968: CARA Brazzaville
- bis 1969: Inter Club Brazzaville
- 1969–Ende 1973: AC Ajaccio
- Anfang 1974–1979: Paris Saint-Germain FC
- 1979–1981: Racing Lens
- 1981/82: Stade Rennes

## Nationalspieler
François M’Pelé hat zwischen 1971 und 1978 mindestens neun offizielle A-Länderspiele für die Nationalmannschaft der Republik Kongo bestritten und darin zwei Tore geschossen. 1972 gewann er mit der Elf die Coupe d’Afrique des Nations, wo er beim 4:2 im Gruppenspiel gegen den Sudan und beim 3:2-Endspielsieg gegen Mali jeweils einen Treffer erzielte und darüber hinaus der „Leistungsträger der Diables Rouges“ war. Er war auch Mitglied der Kontinentalauswahl, die Afrika im Juni 1972 in Brasilien bei dem Turnier anlässlich der Unabhängigkeitsfeier des Landes (Taça Independência, auch „Mini-Copa“ genannt) repräsentierte. Bei der dortigen 0:2-Niederlage gegen Frankreich war er allerdings nicht zum Einsatz gekommen.

## Palmarès
- Afrikameister 1972
- 2006 Aufnahme in die CAF-Liste der 200 besten afrikanischen Fußballspieler seit Mitte des 20. Jahrhunderts[11]